# Collegio di Stafford
Stafford è un collegio elettorale inglese situato nello Staffordshire, nelle Midlands Occidentali, rappresentato alla Camera dei comuni del Parlamento del Regno Unito. Elegge un membro del parlamento con il sistema first-past-the-post, ossia maggioritario a turno unico; l'attuale parlamentare è Leigh Ingham del Partito Laburista, che rappresenta il collegio dal 2024.

## Estensione

Stafford dal 2010 al 2024

- 1918-1950: il Municipal Borough di Stafford, il distretto rurale di Gnosall, il distretto rurale consistente della parrocchia civile di Blymhill and Weston-under-Lizard, il distretto rurale di Stafford eccetto la parrocchia di Colwich, e parte del distretto rurale di Cannock.
- 1983-1997: i ward del borgo di Stafford di Baswich, Beaconside, Castle, Church Eaton, Common, Coton, Eccleshall, Forebridge, Gnosall, Highfields, Holmcroft, Littleworth, Manor, Milford, Penkside, Rowley, Seighford, Swynnerton, Tillington, Weeping Cross e Woodseaves, e i ward del borgo di Newcastle-under-Lyme di Loggerheads, Madeley e Whitmore.
- 1997-2010: i ward del borgo di Stafford di Baswich, Beaconside, Castle, Common, Coton, Forebridge, Haywood, Highfields, Holmcroft, Littleworth, Manor, Milford, Penkside, Rowley, Seighford, Tillington e Weeping Cross, e i ward del distretto di South Staffordshire di Acton Trussell, Bishopswood and Lapley, Penkridge North East, Penkridge South East e Penkridge West.
- 2010-2024: i ward del borgo di Stafford di Baswich, Common, Coton, Forebridge, Haywood and Hixon, Highfields and Western Downs, Holmcroft, Littleworth, Manor, Milford, Penkside, Rowley, Seighford, Tillington e Weeping Cross, e i ward del distretto di South Staffordshire di Penkridge North East and Acton Trussell, Penkridge South East, Penkridge West e Wheaton Aston, Bishopswood and Lapley.
- dal 2024: i ward del borgo di Stafford di Baswich; Common; Coton; Doxey and Castletown; Eccleshall; Forebridge; Gnosall and Woodseaves; Highfields and Western Downs; Holmcroft; Littleworth; Manor; Penkside; Rowley; Seighford and Church Eaton; Weeping Cross and Wildwood, e i ward del borgo di Newcastle-under-Lyme di Loggerheads e Maer and Whitmore.[1]

Il collegio forma la parte meridionale del borgo di Stafford, inclusa la città stessa e l'area di Penkridge.

## Membri del parlamento dal 1885
| Elezione | Elezione           | Deputato            | Partito           |
| -------- | ------------------ | ------------------- | ----------------- |
|          | 1885               | Charles McLaren     | Liberale          |
|          | 1886               | Thomas Salt         | Conservatore      |
|          | 1892               | Charles Shaw        | Liberale          |
| Dic 1910 | Walter Essex       |                     | Liberale          |
|          | 1918               | William Ormsby-Gore | Conservatore      |
| 1938 (S) | Peter Thorneycroft |                     | Conservatore      |
|          | 1945               | Stephen Swingler    | Laburista         |
|          | 1950               | Collegio abolito    | Collegio abolito  |
|          | 1983               | Collegio ricreato   | Collegio ricreato |
|          | 1983               | Hugh Fraser         | Conservatore      |
| 1984 (S) | Bill Cash          |                     | Conservatore      |
|          | 1997               | David Kidney        | Laburista         |
|          | 2010               | Jeremy Lefroy       | Conservatore      |
| 2019     | Theodora Clarke    |                     | Conservatore      |
|          | 2024               | Leigh Ingham        | Laburista         |

## Elezioni

### Elezioni negli anni 2020
| Partito                    | Partito                                           | Candidato                  | Risultati 4 luglio 2024 | Risultati 4 luglio 2024 |
| Partito                    | Partito                                           | Candidato                  | Voti                    | %                       |
| -------------------------- | ------------------------------------------------- | -------------------------- | ----------------------- | ----------------------- |
|                            | Laburista                                         | Leigh Ingham               | 18 531                  | 40,28                   |
|                            | Conservatore                                      | Theo Clarke                | 13 936                  | 30,29                   |
|                            | Reform UK                                         | Michael Riley              | 8 612                   | 18,72                   |
|                            | Verdi                                             | Scott Spencer              | 2 856                   | 6,21                    |
|                            | Lib Dem                                           | Peter Andras               | 1 676                   | 3,64                    |
|                            | Monster Raving Loony                              | Titus Anything             | 307                     | 0,67                    |
|                            | Heritage                                          | Craig Morton               | 91                      | 0,20                    |
|                            |                                                   |                            |                         |                         |
| Iscritti                   | Iscritti                                          | Iscritti                   | 70 608                  | 100,00                  |
| ↳ Votanti (% su iscritti)  | ↳ Votanti (% su iscritti)                         | ↳ Votanti (% su iscritti)  | 46 009                  | 65,16                   |
| ↳ Astenuti (% su iscritti) | ↳ Astenuti (% su iscritti)                        | ↳ Astenuti (% su iscritti) | 24 599                  | 34,84                   |
|                            |                                                   |                            |                         |                         |
|                            | Esito: collegio passa da Conservatore a Laburista |                            |                         |                         |

### Elezioni negli anni 2010
| Partito                    | Partito                                   | Candidato                  | Risultati 12 dicembre 2019 | Risultati 12 dicembre 2019 |
| Partito                    | Partito                                   | Candidato                  | Voti                       | %                          |
| -------------------------- | ----------------------------------------- | -------------------------- | -------------------------- | -------------------------- |
|                            | Conservatore                              | Theodora Clarke            | 29 992                     | 58,64                      |
|                            | Laburista                                 | Joyce Still                | 15 615                     | 30,53                      |
|                            | Lib Dem                                   | Alex Wagner                | 3 175                      | 6,21                       |
|                            | Verdi                                     | Emma Carter                | 2 367                      | 4,63                       |
|                            |                                           |                            |                            |                            |
| Iscritti                   | Iscritti                                  | Iscritti                   | 72 572                     | 100,00                     |
| ↳ Votanti (% su iscritti)  | ↳ Votanti (% su iscritti)                 | ↳ Votanti (% su iscritti)  | 51 149                     | 70,48                      |
| ↳ Astenuti (% su iscritti) | ↳ Astenuti (% su iscritti)                | ↳ Astenuti (% su iscritti) | 21 423                     | 29,52                      |
|                            |                                           |                            |                            |                            |
|                            | Esito: collegio confermato a Conservatore |                            |                            |                            |

| Partito                    | Partito                                   | Candidato                  | Risultati 8 giugno 2017 | Risultati 8 giugno 2017 |
| Partito                    | Partito                                   | Candidato                  | Voti                    | %                       |
| -------------------------- | ----------------------------------------- | -------------------------- | ----------------------- | ----------------------- |
|                            | Conservatore                              | Jeremy Lefroy              | 28 424                  | 54,74                   |
|                            | Laburista                                 | David Williams             | 20 695                  | 39,86                   |
|                            | Lib Dem                                   | Christine Tinker           | 1 540                   | 2,97                    |
|                            | Verdi                                     | Tony Pearce                | 1 265                   | 2,44                    |
|                            |                                           |                            |                         |                         |
| Iscritti                   | Iscritti                                  | Iscritti                   | 68 411                  | 100,00                  |
| ↳ Votanti (% su iscritti)  | ↳ Votanti (% su iscritti)                 | ↳ Votanti (% su iscritti)  | 51 924                  | 75,90                   |
| ↳ Astenuti (% su iscritti) | ↳ Astenuti (% su iscritti)                | ↳ Astenuti (% su iscritti) | 16 487                  | 24,10                   |
|                            |                                           |                            |                         |                         |
|                            | Esito: collegio confermato a Conservatore |                            |                         |                         |

| Partito                    | Partito                                   | Candidato                  | Risultati 7 maggio 2015 | Risultati 7 maggio 2015 |
| Partito                    | Partito                                   | Candidato                  | Voti                    | %                       |
| -------------------------- | ----------------------------------------- | -------------------------- | ----------------------- | ----------------------- |
|                            | Conservatore                              | Jeremy Lefroy              | 23 606                  | 48,41                   |
|                            | Laburista                                 | Kate Godfrey               | 14 429                  | 29,59                   |
|                            | UKIP                                      | Edward Whitfield           | 6 293                   | 12,90                   |
|                            | National Health Action                    | Karen Howell               | 1 701                   | 3,49                    |
|                            | Verdi                                     | Karen Howell               | 1 390                   | 2,85                    |
|                            | Lib Dem                                   | Keith Miller               | 1 348                   | 2,76                    |
|                            |                                           |                            |                         |                         |
| Iscritti                   | Iscritti                                  | Iscritti                   | 68 685                  | 100,00                  |
| ↳ Votanti (% su iscritti)  | ↳ Votanti (% su iscritti)                 | ↳ Votanti (% su iscritti)  | 48 767                  | 71,00                   |
| ↳ Astenuti (% su iscritti) | ↳ Astenuti (% su iscritti)                | ↳ Astenuti (% su iscritti) | 19 918                  | 29,00                   |
|                            |                                           |                            |                         |                         |
|                            | Esito: collegio confermato a Conservatore |                            |                         |                         |

| Partito                    | Partito                                           | Candidato                  | Risultati 6 maggio 2010 | Risultati 6 maggio 2010 |
| Partito                    | Partito                                           | Candidato                  | Voti                    | %                       |
| -------------------------- | ------------------------------------------------- | -------------------------- | ----------------------- | ----------------------- |
|                            | Conservatore                                      | Jeremy Lefroy              | 22 047                  | 43,88                   |
|                            | Laburista                                         | David Kidney               | 16 587                  | 33,02                   |
|                            | Lib Dem                                           | Barry Stamp                | 8 211                   | 16,34                   |
|                            | UKIP                                              | Roy Goode                  | 1 727                   | 3,44                    |
|                            | BNP                                               | Roland Hynd                | 1 103                   | 2,20                    |
|                            | Verdi                                             | Mike Shone                 | 564                     | 1,12                    |
|                            |                                                   |                            |                         |                         |
| Iscritti                   | Iscritti                                          | Iscritti                   | 70 560                  | 100,00                  |
| ↳ Votanti (% su iscritti)  | ↳ Votanti (% su iscritti)                         | ↳ Votanti (% su iscritti)  | 50 239                  | 71,20                   |
| ↳ Astenuti (% su iscritti) | ↳ Astenuti (% su iscritti)                        | ↳ Astenuti (% su iscritti) | 20 321                  | 28,80                   |
|                            |                                                   |                            |                         |                         |
|                            | Esito: collegio passa da Laburista a Conservatore |                            |                         |                         |

### Elezioni negli anni 2000
| Partito                    | Partito                                | Candidato                  | Risultati 5 maggio 2005 | Risultati 5 maggio 2005 |
| Partito                    | Partito                                | Candidato                  | Voti                    | %                       |
| -------------------------- | -------------------------------------- | -------------------------- | ----------------------- | ----------------------- |
|                            | Laburista                              | David Kidney               | 19 889                  | 43,66                   |
|                            | Conservatore                           | David Chambers             | 17 768                  | 39,00                   |
|                            | Lib Dem                                | Barry Stamp                | 6 390                   | 14,03                   |
|                            | UKIP                                   | Frederick Goode            | 1 507                   | 3,31                    |
|                            |                                        |                            |                         |                         |
| Iscritti                   | Iscritti                               | Iscritti                   | 70 408                  | 100,00                  |
| ↳ Votanti (% su iscritti)  | ↳ Votanti (% su iscritti)              | ↳ Votanti (% su iscritti)  | 45 554                  | 64,70                   |
| ↳ Astenuti (% su iscritti) | ↳ Astenuti (% su iscritti)             | ↳ Astenuti (% su iscritti) | 24 854                  | 35,30                   |
|                            |                                        |                            |                         |                         |
|                            | Esito: collegio confermato a Laburista |                            |                         |                         |

| Partito                    | Partito                                | Candidato                  | Risultati 7 giugno 2001 | Risultati 7 giugno 2001 |
| Partito                    | Partito                                | Candidato                  | Voti                    | %                       |
| -------------------------- | -------------------------------------- | -------------------------- | ----------------------- | ----------------------- |
|                            | Laburista                              | David Kidney               | 21 285                  | 47,98                   |
|                            | Conservatore                           | Philip A. Cochrane         | 16 253                  | 36,63                   |
|                            | Lib Dem                                | Jeanne Pinkerton           | 4 205                   | 9,48                    |
|                            | UKIP                                   | Richard Bridgeman          | 2 315                   | 5,22                    |
|                            | Rock 'n' Roll Loony                    | Michael Hames              | 308                     | 0,69                    |
|                            |                                        |                            |                         |                         |
| Iscritti                   | Iscritti                               | Iscritti                   | 67 941                  | 100,00                  |
| ↳ Votanti (% su iscritti)  | ↳ Votanti (% su iscritti)              | ↳ Votanti (% su iscritti)  | 44 366                  | 65,30                   |
| ↳ Astenuti (% su iscritti) | ↳ Astenuti (% su iscritti)             | ↳ Astenuti (% su iscritti) | 23 575                  | 34,70                   |
|                            |                                        |                            |                         |                         |
|                            | Esito: collegio confermato a Laburista |                            |                         |                         |

## Risultati dei referendum

### Referendum sulla permanenza del Regno Unito nell'Unione europea del 2016
|             | Collegio | Lasciare UE % | Rimanere in UE % |
| ----------- | -------- | ------------- | ---------------- |
|             | Stafford | 57,2%         | 42,8%            |
| Inghilterra | 53,3%    | 46,7%         |                  |
| Regno Unito | 51,9%    | 48,1%         |                  |